# Bakalan (Gondang)
Bakalan is een bestuurslaag in het regentschap Mojokerto van de provincie Oost-Java, Indonesië. Bakalan telt 1923 inwoners (volkstelling 2010).